# 向麟趾
向麟趾（？—1873年10月12日），和名川平親方朝範，琉球國第二尚氏王朝政治家、三司官。
向麟趾是向氏伊江殿內的第五代當主。他也是向天迪（伊江親方朝睦）之孫。同治六年（1867年），他以慶賀年頭使的身份出使薩摩藩。
同治八年（1870年）十一月，因中城御殿風水不好，尚泰王根據地理師鄭良佐（與儀通事親雲上）、係役蔡呈禎（翁長里之子親雲上）、蔡大鼎（伊計親雲上）等三人的建議，將向氏大村按司朝春、向氏摩文仁按司朝明的宅邸以及向麟趾（川平親方朝範）、馬周詢（小祿親雲上良休）、蒲户玉城的外宅連為一處，以其地修建新址。工程於同治十三年（1874年）三月完工。
同治十年（1871年），向麟趾接替向汝礪（譜久山親方朝典）擔任三司官。明治六年（1873年）10月12日去世，其職位由毛有斐（池城親方安規）繼任。